# Dowództwo Połączonych Sił Sojuszniczych Morza Śródziemnego AFMED
Dowództwo Połączonych Sił Sojuszniczych Morza Śródziemnego (ang. Allied Forces Mediterranean AFMED)) – nieistniejące już jedno z dowództw operacyjnych NATO.

## Formowanie i zmiany organizacyjne
W kwietniu 1951 generał Dwight Eisenhower podpisał rozkaz powołujący Naczelne Dowództwo Połączonych Sił Sojuszniczych NATO w Europie (ACE). Obszar Europy podzielono na trzy teatry działań wojennych:
- Północnoeuropejski Teatr Działań Wojennych
- Centralny (Środkowoeuropejski) Teatr Działań Wojennych
- Południowoeuropejski Teatr Działań Wojennych

W tym okresie Wielka Brytania prezentowała odmienne stanowisko w stosunku do sojuszników dotyczące organizacji i zadań sił morskich w rejonie Morza Śródziemnego i dodatkowo rywalizowała z USA o stanowisko głównodowodzącego w tym rejonie. Po przegranej rywalizacji co do obsadzenia stanowiska dowódcy AFSOUTH, domagała się utworzenia niezależnego Dowództwa Sił Morskich w rejonie Morza Śródziemnego, aby móc obsadzić go swoim admirałem. W marcu 1953 na Malcie utworzono Dowództwo Połączonych Sił Sojuszniczych Morza Śródziemnego

 W połowie lat 60. XX w. nastąpiły zmiany w strukturach dowództw w rejonie Morza Śródziemnego. W 1964 roku Malta uzyskała niepodległość, co spowodowało potrzebę przeniesienia Dowództwa Morza Śródziemnego AFMED do nowego garnizonu. W 1966 ze struktur wojskowych NATO wyszła Francja, a w 1967 z rejonu Morza Śródziemnego wycofano brytyjskie siły morskie. Spowodowało to rozwiązanie Dowództwa Połączonych Sił Sojuszniczych Morza Śródziemnego AFMED i przekazanie obowiązków dowodzenia siłami w tym rejonie odtworzonemu Dowództwu Połączonych Sił Morskich Europy Południowej NAVSOUTH (od 1971 z siedzibą w Neapolu.).

## Struktura AFMED
W 1954
- Dowództwo Połączonych Sił Sojuszniczych Morza Śródziemnego AFMED – (Malta)
  - Dowództwo Rejonu Gibraltar – (Gibraltar)
  - Dowództwo Zachodniego Obszaru Morza Śródziemnego – Algier (Algieria)
  - Dowództwo Centralnego Obszaru Morza Śródziemnego – Neapol (Włochy)
  - Dowództwo Wschodniego Obszaru Morza Śródziemnego – Ateny (Grecja)
  - Dowództwo Południowo-Wschodniego Obszaru Morza Śródziemnego – Malta
  - Dowództwo Północno-Wschodniego Obszaru Morza Śródziemnego – Ankara (Turcja)